# Víctor Segura Abascal
Víctor Segura (Saragossa, 30 de març de 1973) és un futbolista aragonès, ja retirat, que jugava com a defensa central.

## Carrera esportiva
Sorgit del planter del Reial Saragossa, la temporada 92/93 arriba al filial B de l'equip aragonès. Sense jugar cap encontre amb el primer equip, l'any següent fitxa pel Palamós, de Segona A, on qualla una bona temporada, que fa que el CD Logroñés el fitxe la temporada 94/95 per jugar a primera divisió.
Eixa campanya els riojans són els pitjors i queden els cuers de la màxima divisió amb uns nombres força dolents, però Víctor Segura aconsegueix aparèixer en 20 partits i materialitzar un gol.
Després de dos anys amb la UE Lleida a Segona, el 1997 marxa a Anglaterra, al Norwich City de la segona divisió anglesa. Després d'una bona primera temporada amb els canaris, la temporada 98/99 amb prou feines juga i passa al conjunt reserva.
L'estiu de 1999 retorna a Espanya, a les files del Getafe CF, a 2a Divisió. Juga 8 partits i marca un gol abans de penjar les botes al final de la temporada 99/00.